# Kwas mykofenolowy
Kwas mykofenolowy i mykofenolan mofetylu – organiczne związki chemiczne stosowane jako leki immunosupresyjne i cytostatyczne w zapobieganiu ostrego odrzucania przeszczepu. Mykofenolan mofetylu (MMF) jest estrem 2-morfolinoetylowym kwasu mykofenolowego (MPA).
Lek uzyskiwany jest z grzyba Penicillium stoloniferum.

## Historia
MMF został zatwierdzony do użytku przez amerykańską Agencję Żywności i Leków w 1995 roku. Od tego czasu jego użycie systematycznie wzrastało, stopniowo wypierając lek poprzedniej generacji – azatioprynę. Leczenie oparte na MMF otrzymuje około 79% biorców nerki, 75% biorców serca oraz 48% biorców wątroby. Dodatkowo MMF stosowany jest w leczeniu schorzeń o podłożu autoimmunizacyjnym, jak toczeń rumieniowaty układowy, miastenia lub nieswoiste zapalenie jelit.

## Mechanizm działania
Aktywnym metabolitem MMF jest kwas mykofenolowy (MPA), który silnie, selektywnie, odwracalnie i niekompetycyjnie hamuje działanie dehydrogenazy inozynomonofosforanu (IMPDH). Enzym ten katalizuje transformację inozynomonofosforanu (IMP) do ksantozynomonofosforanu (XMP) – kluczową reakcję szlaku syntezy de novo nukleotydów guaninowych. Wyczerpanie wewnątrzkomórkowej puli nukleotydów guaninowych na skutek inhibicji IMPDH prowadzi do zatrzymania syntezy DNA w fazie S cyklu komórkowego. W efekcie obserwuje się zahamowanie proliferacji komórek i indukcję ich różnicowania. MPA nie wpływa na reakcje alternatywnego szlaku syntezy nukleotydów guaninowych, tzw. szlaku ratunkowego, w którym guanina uzyskana z degradacji kwasów nukleinowych jest konwertowana do monofosforanu guanozyny (GMP). W przeciwieństwie do większości komórek ludzkich zdolnych do utrzymywania odpowiedniego poziomu GMP w oparciu o szlak ratunkowy, limfocyty T i B są niemal całkowicie uzależnione od aktywności IMPDH. Umożliwia to selektywne hamowanie syntezy nukleotydów guaninowych przez MPA właśnie w tych komórkach. Ponadto, spośród dwóch zidentyfikowanych u człowieka izoform IMPDH, MPA jest pięciokrotnie bardziej wydajnym inhibitorem drugiej izoformy IMPDH, której ekspresja jest indukowana w aktywowanych limfocytach, niż izoformy pierwszej podlegającej konstytutywnej ekspresji w większości komórek. MPA wywiera zatem silniejsze działanie cytostatyczne na limfocyty niż na inne komórki organizmu, przez co osiągany jest zamierzony efekt immunosupresyjny. MPA nie tylko blokuje proliferację limfocytów, ale również ogranicza odpowiedź humoralną, hamując produkcję przeciwciał. Dodatkowo obserwuje się indukcję apoptozy w limfocytach T stymulowanych antygenem. MPA nie wpływa na syntezę cytokin. Zmniejsza liczbę limfocytów i monocytów w ognisku zapalnym. Nie wpływa na aktywność neutrofili.

## Farmakokinetyka
Po podaniu doustnym, MMF jest hydrolizowany przez esterazy jelitowe do aktywnego MPA, który ulega absorpcji do wnętrza enterocytów. Tam zapoczątkowywana jest druga faza biotransformacji, która zachodzi w oparciu o aktywność enzymów z rodziny glukuronylotransferaz difosforanów urydyny (UGT). Zlokalizowane w enterocytach UGT-azy katalizują reakcję przyłączania kwasu 5’-difosforoglukuronowego (UDPGA) do MPA, w wyniku której powstaje nieaktywny farmakologicznie 7-O-glukuronid kwasu mykofenolowego (MPAG). W komórkach nabłonka jelita cienkiego powstaje również niewielka ilość acylowanego glukuronidu MPA (AcMPAG), który zachowuje jednak zdolność do inhibicji IMPDH. Znajdująca się w błonie komórkowej glikoproteina P (P-gp) może usuwać MPA i jego metabolity z enterocytów zmniejszając poziom absorpcji leku. MPA po przekroczeniu ściany jelita transportowany jest żyłą wrotną i dociera do sinusoid wątrobowych. Hepatocyty wchłaniają MPA dzięki polipeptydom transportującym aniony organiczne (OATP). W komórkach wątroby MPA przechodzi podobny metabolizm do tego w jelicie – jest przekształcany do MPAG i AcMPAG. Część MPA i MPAG powraca do krążenia obwodowego. Stężenie MPA w osoczu wzrasta gwałtownie, osiągając maksimum w ciągu godziny od podania leku. Znajdujący się we krwi MPA działa immunosupresyjne hamując aktywność IMPDH w limfocytach T i B.
W wątrobie metabolity MPA są wydalane do żółci, a następnie podlegają krążeniu wątrobowo-jelitowemu. MPAG i AcMPAG są usuwane z hepatocytów dzięki aktywności transporterów błonowych takich jak P-gp i białko drugie związane z opornością wielolekową – MRP2 (z ang. multidrug resistance-associated protein 2), które zlokalizowane są po wierzchołkowej stronie komórek wątroby. MPAG oraz AcMPAG są z powrotem przekształcane do MPA przez glukuronidazy bakterii jelitowych. W jelicie część dostępnej puli MPA jest reabsorbowana i dociera ponownie do wątroby, reszta zaś przechodzi drugą fazę biotransformacji i jest usuwana z moczem. Wynikiem krążenia wątrobowo-jelitowego jest kolejny wzrost stężenia MPA we krwi, który następuje od około 6 do 12 godzin po podaniu leku.

## Wskazania
Mykofenolan mofetylu:
- zapobieganie ostremu odrzucaniu przeszczepów (nerka, wątroba, serca) – w skojarzeniu z cyklosporyną i glikokortykosteroidami

Kwas mykofenolowy:
- zapobieganie ostremu odrzucaniu przeszczepów nerek – w skojarzeniu z cyklosporyną i glikokortykosteroidami

## Przeciwwskazania
- nadwrażliwość na lek
- okres karmienia piersią
- u osób z niedoborem fosforybozylotransferazy hipoksantynowo-guaninowej
- dzieci po przeszczepie wątroby lub serca
- dzieci do 2. roku życia po przeszczepie nerki

Ostrożnie:
- u chorych z czynną ciężką chorobą układu pokarmowego

Stosowanie leku zwiększa możliwość wystąpienia nowotworów (chłoniaki, nowotwory skóry).

## Działania niepożądane
- biegunka
- nudności, wymioty
- ból brzucha
- gorączka
- dreszcze
- złe samopoczucie
- ból głowy
- objawy grypopodobne
- osłabienie
- zmniejszenie masy ciała
- obrzęki
- zaburzenia hemotologiczne: leukopenia, małopłytkowość, niedokrwistość, pancytopenia, leukocytoza
- zwiększona częstość występowania zakażeń:
  - posocznica
  - zakażenia układu moczowego
  - zakażenia przewodu pokarmowego
  - zakażenia układu oddechowego
  - zakażenia skóry
  - zapalenie otrzewnej
  - opryszczka zwykła
  - półpasiec
  - kandydoza
- nieprawidłowa czynność nerek (wzrost stężenia kreatyniny, zwiększenie stężenia azotu mocznikowego we krwi)
- nadciśnienie tętnicze
- niedociśnienie tętnicze
- tachykardia
- rozszerzenie naczyń krwionośnych
- hiperkaliemia albo hipokaliemia
- kwasica
- hipomagnezemia
- hipokalcemia
- hipercholesterolemia
- zwiększenie aktywności fosfatazy zasadowej
- hiperglikemia
- hipofosfatemia
- hiperurykemia
- zwiększenie aktywności dehydrogenazy mleczanowej
- krwawienie z przewodu pokarmowego
- choroba wrzodowa
- choroby zapalne przewodu pokarmowego
- anoreksja
- dyspepsja
- zaparcie
- wzdęcia
- odbijania
- zapalenie wątroby
- żółtaczka
- zwiększenie aktywności enzymów wątrobowych
- kaszel
- nowotwory skóry
- trądzik
- osutka
- łysienie
- drgawki
- depresja
- splątanie
- pobudzenie
- zaburzenia myślenia
- parestezje
- senność albo bezsenność
- miastenia
- bóle stawów
- zaburzenia smaku

## Dawkowanie
Według zaleceń lekarza

## Preparaty
- CellCept, Myfortic